# Petr Konečný
Petr Konečný (* 27. června 1972 Olomouc) je český lékař, pedagog, vědec a výzkumník, od roku 2018 přednosta Ústavu klinické rehabilitace Fakulty zdravotnických věd Univerzity Palackého.

## Profesní život
V roce 1996 vystudoval Lékařskou fakultu Univerzity Palackého v Olomouci. Po promoci začal pracovat ve Fakultní nemocnici Olomouc na oddělení rehabilitace a neurologické klinice. V letech 2011–2012 pracoval jako vedoucí lékař (primář) na rehabilitaci nemocnice Milosrdných bratří v Brně a od roku 2013 jako vedoucí lékař centra léčebné rehabilitace nemocnice v Prostějově. Ve své profesní a vědecké odbornosti se zaměřuje na kineziologii, medicínskou rehabilitaci, neurorehabilitaci a myoskeletální medicínu.
V akademické sféře působí od roku 2004 jako pedagog, výzkumník a vědec na Ústavu klinické rehabilitace Fakulty zdravotnických věd a od roku 2018 je přednostou tohoto ústavu. Od roku 2011 pracoval v Mezinárodním centru klinického výzkumu (ICRC), na Katedře fyzioterapie a rehabilitace Lékařské fakulty Masarykovy univerzity v Brně, na klinice neurologie Lékařské fakulty Univerzity Palackého v Olomouci. V oboru neurologie získal atestaci I. stupně (2000) následně nadstavbovou atestaci z oboru rehabilitace a fyzikální medicína (2003). V roce 2011 obhájil doktorát v oboru neurologie na Lékařské fakultě Univerzity Palackého v Olomouci, následně v roce 2013 obhájil profesní titul MBA na Central European Management Institute Prague. Roku 2020 se stal docentem v oboru neurologie na Lékařské fakultě Univerzity Palackého v Olomouci.
Odborně se specializuje na diagnostiku a léčbu pohybových poruch, reflexní terapii a neurorehabilitaci.

## Studium a působení v zahraničí
- 2014 - vědecko-výzkumná stáž na rehabilitačním oddělení v robotické laboratoři Univerzitní Nemocnice Footshill v Calgary 2014.
- 2015 - vědecko-výzkumná stáž: Léčba a rehabilitace spasticity, Moskva

Je členem odborných organizací:
- Česká lékařská komora
- Společnost pro rehabilitační a fyzikální medicíny ČLS JEP
- Společnost myoskeletální medicíny ČLS JEP
- Česká neurologická společnost ČLS JEP
- Česká společnost tělovýchovného lékařství ČLS JEP
- Česká lékařské akupunkturistické společnosti ČLS JEP